# 1998
| 1998                                                                     |
| ------------------------------------------------------------------------ |
| Dødsfald - Fødsler                                                       |
| • Begivenheder • Film • Litteratur • Musik • Politik • Sport • Videnskab |

| Gregoriansk kalender | 1998 MCMXCVIII          |
| Ab urbe condita      | 2751                    |
| Armensk kalender     | 1447 ԹՎ ՌՆԽԷ            |
| Kinesiske kalender   | 4694 – 4695 丁丑 – 戊寅 |
| Etiopisk kalender    | 1990 – 1991             |
| Jødisk kalender      | 5758 – 5759             |
| Hindukalendere       |                         |
| - Vikram Samvat      | 2053 – 2054             |
| - Shaka Samvat       | 1920 – 1921             |
| - Kali Yuga          | 5099 – 5100             |
| Iransk kalender      | 1376 – 1377             |
| Islamisk kalender    | 1419 – 1420             |

Regerende dronning i Danmark: Margrethe 2. 1972-2024
Se også 1998 (tal)

## Begivenheder

### Januar
- 1. januar − der indføres tvungne periodiske syn af person- og varebiler. Bilerne indkaldes første gang fire år efter første registreringsdato, og derefter hvert andet år.
- 2. januar – 412 indbyggere i fire landsbyer i Souk el-Had-området i Algeriet blev slået ihjel under en massakre.
- 6. januar – Den lille Havfrue på Langelinie mister for anden gang i historien sit hoved.
- 7. januar – Monica Lewinsky, tidligere praktikant i Det Hvide Hus, underskriver under ed en erklæring, hvori hun benægter at have haft en affære med præsident Bill Clinton
- 26. januar - på tv nægter Bill Clinton at have haft "et seksuelt forhold" med Monica Lewinsky

### Februar
- 4. februar – Jordskælv i Afghanistan, mindst 2.300 personer omkommer.[1]
- 9. februar - Georgiens præsident, Eduard Sjevardnadse, overlever et attentatforsøg i Tbilisi
- 26. februar – Valdas Adamkus tiltræder som Litauens præsident for første gang
- 28. februar – Kosovokrigen begynder.

### Marts
- 5. marts - en amerikansk rumsonde i Clementine-missionen finder spor af vand ved polerne på Månen
- 6. marts - Poul Nyrup Rasmussen oplyser, at han vil indføre en efterlønsgaranti for alle, når de fylder 60 år
- 9. marts - en række vestlige lande indefryser serbiske tilgodehavender for at tvinge præsident Slobodan Milošević til at skifte kurs
- 10. marts - Chiles tidligere diktator, Augusto Pinochet, træder tilbage som hærchef
- 11. marts – ved folketingsvalget bevarer siddende statsminister Poul Nyrup Rasmussen med nød og næppe regeringsmagten
- 13. marts - en Bandidos-rocker får livsvarigt fængsel for et raketangreb på Hells Angels' hovedkvarter i Titangade i København
- 14. marts - Sonia Gandhi, enke efter den myrdede premierminister Rajiv Gandhi, bliver udnævnt til leder af Kongrespartiet
- 17. marts – Partiet Venstre's formand gennem 13 1/2 år, Uffe Ellemann-Jensen går af
- 19. marts - Per Stig Møller trækker sig tilbage som leder af den konservative folketingsgruppe
- 20. marts - Pia Christmas-Møller erstatter Per Stig Møller som leder af De Konservative
- 24. marts - Pia Kjærsgaard bliver overfaldet af autonome på Nørrebro og må søge tilflugt i en bank
- 31. marts - Netscape udgiver kildekoden til Mozilla under en open source licens

### April
- 3. april - 10 restauranter og forlystelsessteder på Dyrehavsbakken nedbrænder.
- 5. april - Akashi-Kaikyo-broen indvies i Japan, og er med sit spænd på 1.991 meter verdens længste hængebro
- 10. april - Langfredagsaftalen om lokalt selvstyre i Nordirland indgås
- 18. april - Anders Fogh Rasmussen vælges til partiformand for Venstre
- 24. april - lønmodtagerne stemmer nej til overenskomstforslaget, hvilket starter en hamstringsbølge, der bl.a. tømmer alle forretninger for gær
- 27. april – Storkonflikten i 1998 bryder ud

### Maj
- 2. maj - hollænderen Wim Duisenberg vælges som første chef for Den Europæiske Centralbank
- 4. maj - Kriminalforsorgen meddeler, at livstidsfangen Palle Sørensen, som myrdede 4 betjente i 1965, benådes
- 7. maj - Mercedes-Benz køber Chrysler for 40 milliarder dollars i historiens hidtil største firmasammenlægning
- 24. maj – S-togs strækningen Frederiksberg – Solbjerg nedlægges permanent
- 28. maj - ved folkeafstemningen om Amsterdamtraktaten stemmer 55.1% for og 44.9% imod
- 30. maj – Jordskælv i Afghanistan, mindst 4.000 personer omkommer[1]
- 30. maj - Pakistan gennemfører to atombombesprængninger

### Juni
- 3. juni – Eschede-ulykken – 101 personer omkommer ved denne jernbaneulykke i Tyskland
- 3. juni - to lærere afskediges fra Dalumskolen i Odense, da de nægter at undervise muslimske piger, som bærer tørklæde
- 9. juni - forhenværende finansminister Henning Dyremose udnævnes til administrerende direktør for Tele Danmark
- 14. juni – åbning af Storebæltsbroen – togene havde allerede kørt et år i tunnelen
- 24. juni - de danske myndigheder beder tyskerne foretage strafforfølgning af den danskfødte SS-mand Søren Kam, der er sigtet for terrormord i 1943

### Juli
- 18. juli - Sydafrikas præsident Nelson Mandela gifter sig på sin 80 års fødselsdag med Graca Marcel, enke efter Mozambiques tidligere præsident

### August
- 7. august - ved to angreb med bilbomber på de amerikanske ambassader i Dar es Salaam i Tanzania og Nairobi i Kenya omkommer 224 mennesker, og omkring 4.500 såres
- 15. august - Omagh-bombningen - Terrororganisationen Real IRA bringer en bilbombe til sprængning i Omagh i Nordirland og dræber 29 og sårer mere end 220 mennesker
- 17. august – Der udbryder finansiel krise i Rusland
- 17. august - USA's præsident Bill Clinton erkender at have haft et "upassende fysisk forhold" til praktikanten Monica Lewinsky
- 20. august - USA bomber med missiler mål i både Afghanistan og Sudan. Angrebene er rettet mod formodede terroristlejre i de to lande og er en hævnaktion for angrebene 14 dage før mod de amerikanske ambassader i Kenya og Tanzania
- 21. august – Færgerederiet Scandlines blev stiftet

### September
- 4. september - selskabet bag søgemaskinen Google grundlægges af to studerende ved Stanford University, Larry Page og Sergey Brin
- 27. september - Gerhard Schröder vinder med sit parti SPD det tyske valg til Forbundsdagen; taberen er Helmut Kohls CDU
- 27. september - Kronprins Frederik åbner Københavns Lufthavns nye togstation

### Oktober
- 11. oktober - om natten (til den 12. oktober) styrter et lille Cessna 402-fly ned på øen Stord mellem Bergen og Stavanger i Norge. Piloten og de otte danske passagerer omkommer alle
- 27. oktober - Gerhard Schröder bliver Tysklands kansler for første gang
- 29. oktober - John Glenn bliver verdens ældste astronaut, da han som 77-årig sendes op med rumfærgen Discovery. Det var anden gang John Glenn var i rummet. Første gang var i 1962

### November
- 6. november - Hugo Chávez vælges til præsident for Venezuela
- 7. november - den 77-årige amerikaner John Glenn vender tilbage til Jorden efter ni dage i rummet med rumfærgen ”Discovery”. 36 år tidligere var han den første amerikaner i rummet – derefter er den 77-årige senator også historiens ældste astronaut
- 26. november - som den første britiske premierminister nogensinde taler Tony Blair i Irlands parlament

### December
- 16. december - Operation Desert Fox: USA og Storbritannien bomber udvalgte mål i Irak
- 19. december - et flertal på 23 i Repræsentanternes Hus i USA vedtager at stille den demokratiske præsident Bill Clinton for en rigsret, anklaget for at have løjet under ed. Clinton havde under ed hævdet ikke at have haft et seksuelt forhold til en tidligere praktikant i Det Hvide Hus, Monica Lewinsky. Senere måtte Clinton erkende et sådant forhold

## Født

### Januar
- 2. januar - Sheka Fofanah, fodboldspiller.
- 2. januar - Timothy Fosu-Mensah, hollandsk fodboldspiller.
- 2. januar - Ragnhild Valle Dahl, norsk håndholdspiller.
- 9. januar − Christian Kudsk, dansk fodboldspiller.
- 11. januar - Louisa Johnson, engelsk sanger.
- 23. januar - XXXTentacion, amerikansk rapper, sanger og sangskriver (død 2018).
- 23. januar − Thomas Meilstrup, dansk sanger og børneskuespiller.

### Marts
- 1. marts - Helena Elver, dansk håndboldspiller.
- 15. marts - Mark Brink, dansk fodboldspiller.
- 18. marts − Jamie-Lee Kriewitz, tysk sangerinde.
- 28. marts − William Rudbeck Lindhardt, dansk skuespiller.
- 31. marts − Oskar Buur, dansk fodboldspiller.

### April
- 6. april − Bebiane Ivalo Kreutzmann, dansk skuespillerinde.
- 6. april − Peyton List, amerikansk skuespillerinde.
- 9. april – Elle Fanning, amerikansk barneskuespiller.
- 17. april − Kristoffer Ajer, norsk fodboldspiller.

### Maj
- 5. maj − Aryna Sabalenka, hviderussisk tennisspiller.
- 14. maj − Taruni Sachdev, indisk barneskuespiller (død 2012).
- 21. maj − Gabbie Rae, amerikansk sangerinde.
- 24. maj − Daisy Edgar-Jones, engelsk skuespillerinde.
- 29. maj − Gavyn Bailey, amerikansk singer-songwriter.

### Juni
- 5. juni − Julia Lipnitskaia, russisk kunstskøjteløber.
- 15. juni − Hachim Mastour, arabisk-italiensk fodboldspiller.

### Juli
- 8. juli − Jaden Smith, amerikansk skuespiller og rapper.
- 24. juli – Hugo Helmig, dansk sanger (død 2022).
- 24. juli – Bindi Irwin, australsk-amerikansk skuespillerinde og sanger.

### August
- 7. august − Amanda Nildén, svensk fodboldspiller.
- 8. august − Ronan Parke, engelsk sanger.
- 8. august − Shawn Mendes, canadisk singer-songwriter.
- 25. august – China Anne McClain, amerikansk barneskuespiller.
- 25. august − Abraham Mateo, spansk singer-songwriter.

### September
- 5. september − Helena Barlow, engelsk barneskuespiller.
- 6. september − Michele Perniola, italiensk sanger.
- 18. september − Christian Pulisic, amerikansk fodboldspiller.
- 21. september − Tadej Pogačar, slovensk cykelrytter.
- 26. september − Albert Sneppen, dansk fysiker.
- 28. september − Panna Udvardy, ungarsk tennisspiller.

### Oktober
- 23. oktober − Amandla Stenberg, amerikansk skuespillerinde.
- 28. oktober − Nolan Gould, amerikansk skuespiller.

### November
- 2. november − Nadav Guedj, israelsk sanger.
- 23. november − Bradley Steven Perry, amerikansk skuespiller.

### December
- 14. december − Anders Lind, dansk bordtennisspiller.
- 17. december − Martin Ødegaard, norsk fodboldspiller.
- 19. december − Cisilia, dansk sangerinde.
- 19. december − Frans Jeppson Wall, svensk sanger.
- 22. december − G. Hannelius, amerir.
- 24. december − Alexis Mac Allister, argentinsk fodboldspiller.

## Politik
- 26. marts - Ivar Hansen bliver formand for Folketinget efter lodtrækning med Birthe Weiss
- 16. april - Odenses borgmester Anker Boye vælges til formand for Kommunernes Landsforening

## Sport
- Tour de France – 1. Marco Pantani (Mercatone Uno), 2. Jan Ullrich (Deutsche Telekom), 3. Bobby Julich (Cofidis)
- 1. februar – Thomas Bjørn vinder Heineken Classic på golfsportens Europa-tour
- 25. marts - det danske herrelandshold i fodbold vinder 1-0 over Skotland i Ibrox Stadium[2]
- 22. april - det danske herrelandshold i fodbold taber 2-0 til Norge i Parken[3]
- 28. maj - det danske herrelandshold i fodbold taber 3-0 til Sverige i Malmø[4]
- 26. april – Thomas Bjørn vinder sin anden golfturnering i sæsonen i Open de Espana
- 8. maj - Michael Laudrup meddeler, at han stopper sin fodboldkarriere efter VM i Frankrig
- 20. maj - Real Madrid vinder UEFA Champions League med en sejr på 1-0 over Juventus
- 24. maj - ved filmfestivalen i Cannes hædres Thomas Vinterbergs film Festen med juryens specialpris
- 5. juni - det danske herrelandshold i fodbold taber 1-2 til Cameroun i Parken[5]
- 12. juni - det danske herrelandshold i fodbold vinder 1-0 over Saudi Arabien i Frankrig[6]
- 18. juni - det danske herrelandshold spiller 1-1 mod Sydafrika, ved sin første gruppekamp under VM 1998[7]
- 24. juni - det danske herrelandshold i fodbold taber 1-2 til Frankrig[8]
- 28. juni - det danske herrelandshold i fodbold vinder 4-1 over Nigeria[9]
- 3. juli - det danske herrelandshold i fodbold taber 2-3 til Brasilien og er dermed ude af VM[10]
- 12. juli - VM i fodbold: Frankrig (Guld), Brasilien (Sølv), Kroatien (Bronze)
- 1. november - Finnen Mika Häkkinen bliver verdensmester i Formel 1, da han vinder sæsonens sidste Grand Prix på Suzukabanen i Japan

## Musik

### Amerikanske udgivelser
- Britney Spears: ...Baby One More Time
- Slipknot: Slipknot demo
- Soulfly: Soulfly
- Marilyn Manson: Antichrist Superstar
- System of a Down: System of a Down

### Danske udgivelser
- 22. februar - tv•2: Yndlingsbabe
- 10. marts - Red Warszawa: Skal Vi Lege Doktor?
- 20. marts - Magtens Korridorer: Bagsiden af medaljen
- 29. oktober - Diverse kunstnere: Nissekys & Stjernedrys
- 3. november - Kim Larsen & Kjukken: Luft under vingerne

### Grammy Awards
- Record of the Year: Oplysning mangler
- Album of the Year: Oplysning mangler
- Song of the Year: Oplysning mangler
- Best New Artist: Oplysning mangler

### Danish Music Awards
- Årets Danske Album: Randi Laubæk – Ducks and Drakes
- Årets Danske Gruppe: Aqua
- Årets Nye Danske Navn: Aqua
- Årets Danske Sanger: Anders Blichfeldt"
- Årets Danske Hit: Aqua – "Barbie Girl"

### Melodi Grand Prix
- Dansk vinder: Ingen. (Pga Danmarks placering i 1997, blev der ikke afholdt Dansk Melodi Grand Prix
- 9. maj – Israel vinder årets udgave af Eurovision Song Contest med sangen "Diva" af Dana International. Showet blev afholdt i Birmingham, England

### Andet
- 30. maj – MTV Movie Awards 1998 afholdes i Santa Monica, Californien.

## Nobelprisen
- Fysik – Robert B. Laughlin, Horst L. Störmer, Daniel C. Tsui
- Kemi – Walter Kohn, John A. Pople
- Medicin – Robert F. Furchgott, Louis J. Ignarro, Ferid Murad
- Litteratur – José Saramago
- Fred – John Hume (Storbritannien) og David Trimble (Storbritannien) for deres arbejde for en fredelig løsning på konflikten i Nordirland.
- Økonomi – Amartya Sen

## Bøger
- Harry Potter og De Vises Sten af J.K. Rowling udkommer på dansk
- Juni – Harry Potter og Hemmelighedernes Kammer af J.K. Rowling bliver udgivet på engelsk

## Film
- 8. marts − 4th Screen Actors Guild Awards afholdes
- 19. marts − Filmen Fucking Åmål får premiere i Danmark
- 23. marts − James Camerons film Titanic får 11 Oscars ved prisuddelingen i Hollywood og tangerer dermed Ben Hur fra 1959

### Premierer

#### Danske film
- 16. januar − H.C. Andersen og den skæve skygge
- 30. januar − Lysets hjerte
- 6. februar − Når mor kommer hjem
- 20. februar − Motello
- 20. marts − Baby Doom
- 27. marts − Forbudt for børn
- 7. maj − Vildspor
- 19. juni − Festen
- 17. juli − Idioterne
- 14. august − Mimi og madammerne
- 28. august − Skyggen
- 4. september − I Wonder Who's Kissing You Now?
- 18. september − Den blå munk
- 9. oktober − Albert
- 4. december − Nattens engel
- 18. december − Olsen-bandens sidste stik